# Саставак
45°03′ пн. ш. 15°41′ сх. д. / 45.05° пн. ш. 15.69° сх. д.
Саставак (хорв. Sastavak) — населений пункт у Хорватії, в Карловацькій жупанії у складі міста Слунь.

## Населення
Населення за даними перепису 2011 року становило 14 осіб.
Динаміка чисельності населення поселення: